# All That Glitters Isn't Gold
"All That Glitters Isn't Gold" é o terceiro e último single do álbum We Can't Go Wrong, lançado pelo grupo de freestyle The Cover Girls em 1990. A canção obteve moderado sucesso na Billboard Hot 100, alcançando a posição #49 em 5 de Maio de 1990. Na parada dance a canção alcançou a posição #18 em 26 de Maio de 1990.

## Faixas
12" Single
| N.º | Título                                                     | Duração |  |
| 1.  | "All That Glitters Isn't Gold" (Clivilles & Cole Club Mix) | 10:19   |  |
| 2.  | "All That Glitters Isn't Gold" (The Reprise)               | 4:47    |  |
| 3.  | "All That Glitters Isn't Gold" (Clivilles & Cole Dub Mix)  | 11:03   |  |

CD Maxi-single (Promo)
| N.º | Título                                                     | Duração |  |
| 1.  | "All That Glitters Isn't Gold" (Pop Radio Mix)             | 3:48    |  |
| 2.  | "All That Glitters Isn't Gold" (Hot Mix)                   | 4:46    |  |
| 3.  | "All That Glitters Isn't Gold" (R&B Radio Mix)             | 4:47    |  |
| 4.  | "All That Glitters Isn't Gold" (Clivillés & Cole Club Mix) | 10:19   |  |
| 5.  | "All That Glitters Isn't Gold" (Clivillés & Cole Dub Mix)  | 11:09   |  |
| 6.  | "All That Glitters Isn't Gold" (LP Version)                | 5:46    |  |

CD Maxi-single - Alemanha
| N.º | Título                                    | Duração |  |
| 1.  | "All That Glitters Isn't Gold" (Pop Mix)  | 4:15    |  |
| 2.  | "All That Glitters Isn't Gold" (R&B Mix)  | 5:17    |  |
| 3.  | "All That Glitters Isn't Gold" (Club Mix) | 10:20   |  |

## Posições nas paradas musicais
| Parada musical (1990)                               | Melhor posição |
| --------------------------------------------------- | -------------- |
| Estados Unidos - Billboard Hot 100                  | 49             |
| Estados Unidos - Hot Dance Music/Club Play          | 18             |
| Estados Unidos - Hot Dance Music/Maxi-Singles Sales | 31             |